# Panchen Lama

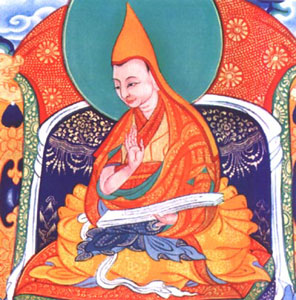
Khedrup Gelek Pelzang, conosciuto come Khedrup Je, il primo Panchen Lama

Il Paṇchen Lama (པན་ཆེན་བླ་མ, pan chen bla ma), è un importante titolo assegnato a un lignaggio di lama incarnati secondo la dottrina detta dello sprul sku (སྤྲུལ་སྐུ་, trülku, anche, ma nella resa anglosassone, tulku; rende il sanscrito nirmāṇakāya) della scuola dge lugs (དགེ་ལུགས, Gelug/Geluk).
La sede tradizionale del pan chen bla ma è il monastero di Bkra shis lhun-po, (བཀྲ་ཤིས་ལྷུན་པོ་, Tashilhunpo), situato nella città di Gzhi ka rtse (གཞི་ཀ་རྩེ་, Shigatse, Gtsang, Tibet occidentale).
Dal punto di vista religioso il pan chen bla ma è visto come la manifestazione terrena del Buddha Amitābha (tibetano: འོད་དཔག་མེད ’od dpag med; anche སྣང་བ་མཐའ་ཡས, snang ba mtha’ yas).

## Etimologia
Il titolo, pan chen (པན་ཆེན་), assegnato a questo bla ma, intende abbreviare in lingua tibetana quell'espressione già presente in misto sanscrito-tibetano come paṇḍita chen po (པན་དི་ཏ་ཆེན་པོ), con il significato di "Grande studioso", "Grande erudito".

## Storia
Nel significato del titolo, "erudito" (pan chen), appare già evidente come questa espressione sia in origine un epiteto comunemente assegnato a un bla ma considerato particolarmente "colto". E tali erano considerati gli abati del monastero di Bkra shis lhun-po, i quali si videro assegnare tale epiteto, pan chen, a partire dal loro primo abate e fondatore, Dge ’dun grub (དགེ་འདུན་གྲུབ, Gendün Drup, 1391–1475), l'allievo, e nipote, di Tsong kha pa (ཙོང་ཁ་པ, Tsongkhapa 1357-1419), questi il fondatore della scuola dge lugs (དགེ་ལུགས, Gelug/Geluk).
Quando nel 1578, nella regione del lago Tso Ngömpo (མཚོ་སྔོན་པོ, lett. "lago azzurro"; quel grande lago di acqua salata conosciuto anche con il nome mongolo di Хөх нуур, Koko Nor; o con il cinese 靑海湖 Qinghǎi Hú; situato nella provincia del Qinghai), avvenne l'incontro tra il potente condottiero del clan mongolo dei Tümed, Altan Khan, (1507-1588) e l'abate dei monasteri dge lugs di ’Bras spungs e di Se ra, il bla ma bSod nams rgya mtsho (བསོད་ནམས་རྒྱ་མཚོ, Sönam Gyatso, 1543-1588), come era costume i due si scambiarono dei titoli onorifici. Quello assegnato dal khan mongolo al bla ma tibetano consisteva nella traduzione in mongolo dell'ultima parte del suo nome, rgya mtsho (རྒྱ་མཚོ), ovvero dalai (antico mongolo: ᠲ‍‍ᠠ‍ᠯ‍ᠠ‍ᠢ) che, anche in lingua mongola, significa "oceano". Da qui il titolo tipizzato in tibetano come ta la'i bla ma (ཏ་ལའི་བླ་མ , adattato in "Dalai Lama", pronuncia in italiano: "talee lama") con il significato di "maestro oceanico".
Il titolo "Dalai Lama" fu assegnato, ovviamente in via postuma e seguendo la dottrina detta dello sprul sku, ad altri due importanti predecessori di bSod nams rgya mtsho, il primo dei quali fu proprio Dge ’dun grub, ossia il fondatore del monastero di Bkra shis lhun-po che venne così considerato anche come primo Dalai Lama.
Nel 1622 l'autorevole bla ma Blo bzang chos kyi rgyal mtshan (བློ་བཟང་ཆོས་ཀྱི་རྒྱལ་མཚན, Losang Chökyi Gyaltsen, 1570–1662), riconobbe in Ngag dbang blo bzang rgya mtsho (ངག་དབང་བློ་བཟང་རྒྱ་མཚོ་, Ngawang Lobzang Gyatso, 1617-1682) il V Dalai Lama (vi era un candidato alternativo) dal che, appena nominato in tale importante ruolo, Ngag dbang blo bzang rgya mtsho affidò il monastero di Bkra shis lhun po a Blo bzang chos kyi rgyal mtshan nominandolo quindi quarto pan chen.
Non solo il V Dalai Lama sostenne che la natura dell'insegnamento di Blo bzang chos kyi rgyal mtshan non si sarebbe estinta con la sua morte, ma avrebbe seguito anche lei la dottrina dello sprul sku. Quindi al titolo tradizionale di pan chen fu aggiunto il termine bla ma, come per il Dalai Lama.
Analogamente al titolo di "Dalai Lama", anche per il titolo di "Panchen Lama" furono indicati dei predecessori a quello appena nominato, Blo bzang chos kyi rgyal mtshan, a partire dal primo, che fu individuato nell'allievo di Tsong kha pa, Mkhas grub Dge legs dpal bzang (མཁས་གྲུབ་དགེ་ལེགས་དཔལ་བཟང, , Khedrup Gelek Pelzang, 1385–1438).
Non sempre, tuttavia, le fonti tibetane indicano Blo bzang chos kyi rgyal mtshan come quarto Panchen Lama, assegnandogli in questi casi semplicemente il ruolo di primo.
Comunque sia tutte le incarnazioni successive furono riconosciute e quindi accolte nel monastero di Bkra shis lhun po, assegnando a tale cenobio un notevole prestigio politico e dottrinario che finì spesso per competere con quello del Dalai Lama. 
L'autonomia del Panchen Lama dal Dalai Lama è risultata piuttosto significativa a partire dal XVIII secolo quando, il sesto di questi, Blo bzang dpal ldan ye shes ( བློ་བཟང་དཔལ་ལྡན་ཡེ་ཤེས། Losang Palden Yeshe, 1738-1780) incontratoosi con George Bogle (1746–1781) emissario della Compagnia britannica delle Indie orientali, si garantì la prima relazione importante tra il Tibet e una potenza europea.
Altrettanto si può dire delle relazioni intercorse tra il IX Panchen Lama, Blo bzang thub bstan chos kyi nyima dge legs rnam rgyal (Losang Tupden Chökyi Nyima Gelek Namgyal, 1883–1937) e le potenze europee e, soprattutto, cinesi, che gli consentirono grande autonomia rispetto al potere correlato del XIII Dalai Lama. Blo bzang thub bstan chos kyi nyima dge legs rnam rgyal si recò anche in Cina per appoggiare il partito del Guomindang, promuovere i suoi insegnamenti e praticare dei rituali, tra i quali quello per impedire l'invasione giapponese del territorio cinese.
Il X Panchen Lama, ’Phrin las lhun grub chos kyi rgyal mtshan (Trinle Lhundrup Chökyi Gyaltsen, 1938–1989) fu addirittura scelto dai cinesi con il tacito assenso del governo di Lhasa. ’Phrin las lhun grub chos kyi rgyal mtshan collaborò attivamente con il Partito Comunista Cinese, rifiutandosi di seguire, nel 1959, il Dalai Lama nel suo esilio. Tuttavia, nel 1964, con la violenta persecuzione antibuddhista provocata dalla Rivoluzione culturale, il X Panchen Lama tentò di opporvisi, e fu per questo umiliato pubblicamente, imprigionato e torturato. Rilasciato nel 1978, dopo quattordici anni di carcere, il X Panchen Lama si è subito attivato per la ricostruzione culturale e religiosa dell'identità tibetana, per questo, e nonostante i suoi trascorsi di collaborazione con il regime comunista, viene considerato tutt'oggi dai tibetani come un campione dell'indipendenza nazionale e religiosa.
Dopo la morte del X Panchen Lama l'XI reincarnazione è stata riconosciuta dal XIV Dalai Lama in Dge 'dun chos kyi nyi ma (Gedhun Choekyi, 1989), accettato e sostenuto dalla maggioranza dei tibetani.
Il governo cinese, dopo avere rapito Gedhun Choekyi, ha imposto un proprio Panchen Lama fedele al governo di Pechino, Qoigyijabu (1990), non riconosciuto dal Dalai Lama e dal governo tibetano in esilio.
Ancora oggi, a oltre vent'anni dalla sua scomparsa, nessuno sa dove si trovi il legittimo Panchen Lama, Gendün Chökyi Nyima, che è da molti ritenuto il più giovane prigioniero politico della storia. L'ambasciatore cinese alle Nazioni Unite, nel maggio del 1996, ha riferito che "(Gendün Chökyi Nyima) era stato messo sotto la protezione del governo sotto richiesta dei suoi genitori". Le autorità cinesi affermano che è un "perfetto ragazzo ordinario, alto 165 cm", in "uno stato di eccellente salute", e che i suoi genitori "non vogliono essere disturbati", ma si rifiutano di dare qualsiasi altra indicazione che possa portare a un suo eventuale ritrovamento.

## Elenco dei Panchen Lama
|     | Immagine         | Anno nascita/morte | Nome in grafia tibetana/ Traslitterazione Wylie                                     | Trascrizione fonetica                   | Altre trascrizioni |
| --- | ---------------- | ------------------ | ----------------------------------------------------------------------------------- | --------------------------------------- | --- |
| 1.  | 1° Panchen Lama  | 1385–1438          | མཁས་གྲུབ་དགེ་ལེགས་དཔལ་བཟང, mkhas grub dge legs dpal bzang po                            | Kedrup Gelek Palsang                    | Khädrup Je, Khedrup Gelek Pelsang, Kedrup Geleg Pelzang, Khedup Gelek Palsang, Khedrup Gelek Pal Sangpo                             |
| 2.  | 2° Panchen Lama  | 1439–1505          | བསོད་ནམས་ཕྱོགས་ཀྱི་གླང་པོ bsod nams phyogs glang po                                        | Sönam Chokyi Langpo                     | Sonam Choglang, Soenam Choklang |
| 3.  | 3° Panchen Lama  | 1505–1566          | དབེན་ས་པ་བློ་བཟང་དོན་གྲུབ, dben sa pa blo bzang don grub                                  | Wensapa Lozang Döndrup                  | Gyalwa Ensapa, Ensapa Lozang Döndrup, Ensapa Losang Dhodrub                                                                         |
| 4.  | 4° Panchen Lama  | 1567–1662          | བློ་བཟང་ཆོས་ཀྱི་རྒྱལ་མཚན, blo bzang chos kyi rgyal mtshan                                  | Lozang Chö kyi Gyeltsen                 | Losang Chökyi Gyältsän, Lozang Chökyi Gyeltsen, Lobsang Chökyi Gyaltsen, Lobsang Choekyi Gyaltsen, Lobsang Choegyal, Losang Chögyan |
| 5.  | 5° Panchen Lama  | 1663–1737          | བློ་བཟང་ཡེ་ཤེས་དཔལ་བཟང་པོ, blo bzang ye shes dpal bzang po                               | Losang Yeshe Palsangpo                  | Lobsang Yeshi, Losang Yeshe |
| 6.  | 6° Panchen Lama  | 1738–1780          | བློ་བཟང་དཔལ་ལྡན་ཡེ་ཤེས།, blo bzang dpal ldan ye shes                                     | Losang Palden Yeshe                     | Palden Yeshe, Palden Yeshi |
| 7.  | 7° Panchen Lama  | 1782–1853          | དཔལ་ལྡན་བསྟན་པའི་ཉི་མ། pal ldan bstan pa'i nyi ma                                       | Penden Tenpé Nyima                      | Tänpä Nyima, Tenpé Nyima, Tempai Nyima, Tenpey Nyima                                                                                |
| 8.  | 8° Panchen Lama  | 1855?–1882         | བསྟན་པའི་དབང་ཕྱུག bstan pa'i dbang phyug                                                | Tenpé Wangchuk                          | Tänpä Wangchug, Tenpé Wangchuk, Tempai Wangchuk, Tenpey Wangchuk                                                                    |
| 9.  | 9° Panchen Lama  | 1883–1937          | ཐུབ་བསྟན་ཆོས་ཀྱི་ཉི་མ། thub bstan chos kyi nyi ma                                         | Tupten Chö kyi Nyima                    | Choekyi Nyima, Thubtän Chökyi Nyima                                                                                                 |
| 10. | 10° Panchen Lama | 1938–1989          | བློ་བཟང་ཕྲིན་ལས་ལྷུན་གྲུབ་ ཆོས་ཀྱི་རྒྱལ་མཚན། blo bzang phrin las lhun grub chos kyi rgyal mtshan | Lozang Trinlé Lhündrup Chö kyi Gyeltsen | Choekyi Gyaltsen, Chökyi Gyeltsen, Choekyi Gyaltse, Trinley Choekyi Gyaltsen, Lozang Trinlä Lhündrup Chökyi Gyältsän                |
| 11. | 11° Panchen Lama | 1989-              | དགེ་འདུན་ཆོས་ཀྱི་ཉི་མ dge 'dun chos kyi nyi ma                                            | Gedun Choekyi Nyima                     | |